# نيكوميد
نيكوميد
نيكوميد هو عبارة عن علاج لحب الشباب يتوفر على هيئة كريم موضعي، جل موضعي، وأيضا على هيئة ملحق بالفيتامينات من  (U.S. Patent No. 6,979,468) .و يتوفر أيضا على هيئة أقراص توصف من خلال وصفة طبية فقط  و تحتوي على المادة الفعالة نيكوميد, زنك, نحاس،  حمض الفوليك. إن الكريم و الجل الموضعي لقد تم تهيئته على هيئة خليط من النيكوميد بتركيز 4% . يقول أطباء الأمراض الجلدية إن هذا الدواء سيعمل على التقليل من أعراض الإلتهاب مما يؤدي إلى التقليل من ظهور حب الشباب.
يتم توزيع و تسويق منتج نيكوميد  من خلال مختبرات  (Sirius) و التي هي مملوكة لشركة  DUSA) Pharmaceuticals) .و لقد توقفت شركة  DUSA Pharmaceuticals)) عن تسويق النيكوميد في يونيو لعام 2008 و قامت على عقد إتفاق مع شركة  River's Edge Pharmaceuticals)) للسماح لها بتسويق المنتج و لكن تحت إشراف  DSHEA)) في أغسطس لعام 2008 و لكن لم يتم عقد أي إتفاق . و كانت أخر مرة قد ذكر فيها النيكوميد  ل DUSA's)) في التقارير السنوية في مارس لعام 2010 .